# Linnaka
Linnaka – wieś w Estonii, w prowincji Sarema, w gminie Leisi.
voLinnaka